# 21e étape du Tour d'Italie 1999
La 21e étape du Tour d'Italie 1999 s'est déroulée le 5 juin dans les régions du Trentin-Haut-Adige et de la Lombardie. Le parcours de 187 kilomètres était disputé entre Madonna di Campiglio, dans la province autonome de Trente et Aprica dans celle de Sondrio. Marquée par l'exclusion du leader, l'Italien Marco Pantani, elle est remportée par l'Espagnol Roberto Heras de la formation espagnole Kelme.

## Récit
Au matin de cette étape, le porteur du maillot rose, leader incontesté de ce Giro et à qui la victoire finale était promise, Marco Pantani, n'est pas autorisé à prendre le départ en raison d'un hématocrite de 52 %, supérieur aux 50 % autorisés. Le jeune Italien Paolo Savoldelli, révélation de cette épreuve, se retrouve donc en tête du classement au départ de l'étape mais refuse de porter le maillot rose. Défaillant lors de cette étape, il perd près de 4 minutes sur son dauphin Ivan Gotti, qui endosse donc le maillot rose et va remporter son second Giro à la surprise générale.

## Classement de l'étape
| \| 1. \| Roberto Heras \| \| Kelme \| en \| \| \| 2. \| Gilberto Simoni \| \| Ballan \| + \| 0 s \| \| 3. \| Ivan Gotti \| \| Polti \| \| m.t. \| |                 |  |        |    |      |
| 1. | Roberto Heras   |  | Kelme  | en |      |
| 2. | Gilberto Simoni |  | Ballan | +  | 0 s  |
| 3. | Ivan Gotti      |  | Polti  |    | m.t. |

## Classement général
| \| 1. \| Ivan Gotti \| \| Polti \| en \| \| \| 2. \| Paolo Savoldelli \| \| Saeco \| + \| 3 min 35 s \| \| 3. \| Gilberto Simoni \| \| Ballan \| \| 3 min 36 s \| |                  |  |        |    |            |
| 1. | Ivan Gotti       |  | Polti  | en |            |
| 2. | Paolo Savoldelli |  | Saeco  | +  | 3 min 35 s |
| 3. | Gilberto Simoni  |  | Ballan |    | 3 min 36 s |